# Fladnitz an der Teichalm
Fladnitz an der Teichalm är en ort och kommun i distriktet Weiz i förbundslandet Steiermark i Österrike.
Kommunen består av nio orter (Ortschaften) (inom parentes invånarantal 1 januari 2024):

- Fladnitz an der Teichalm (580)
- Fladnitz-Tober (116)
- Fladnitzberg (174)
- Nechnitz (46)
- Schrems (250)
- Teichalm (30)
- Tulwitzdorf (257)
- Tulwitzviertl (234)
- Tyrnau (110)

Kommunen fick sin nuvarande form den 1 januari 2015 genom en sammanslagning av kommunerna Fladnitz an der Teichalm, Tulwitz och Tyrnau.